# Bennie Briscoe
Bennie Briscoe (Augusta (Georgia), 8 febbraio 1943 – Filadelfia, 28 dicembre 2010) è stato un pugile statunitense, uno dei più grandi combattenti della sua epoca, tre volte sfidante al titolo mondiale dei pesi medi, avversario di Carlos Monzón, Emile Griffith e Vito Antuofermo. Era conosciuto come il "pugile di Filadelfia per antonomasia" e solo per una serie di circostanze sfortunate non è riuscito a diventare campione del mondo.

## Biografia
"Bad" Bennie Briscoe nasce ad Augusta, in Georgia da una povera famiglia di quattordici figli. All'età di 16 anni, si trasferisce a Filadelfia per vivere con gli zii. Essendo un promettente atleta di football americano e atletica leggera è ammesso a frequentare la Simon Gratz High School.

### Carriera dilettantistica
Briscoe inizia ad allenarsi nel pugilato a fianco di Joe Frazier, da cui apprende lo stile. Ha una straordinaria carriera da dilettante, con un record di 70 vittorie e solo 3 sconfitte. Vince tre volte il titolo AAU del Medio Atlantico, l'ultimo nel 1962 alla Convention Hall di Filadelfia. Due delle sue uniche tre sconfitte le subisce ai Campionati nazionali degli Stati Uniti, da cui è eliminato nel 1961 e nel 1962. Alla fine dell'anno, a nemmeno vent'anni, passa al professionismo, senza attendere l'occasione di partecipare alle Olimpiadi di Tokyo del 1964.

### Carriera da professionista
Dopo 23 incontri sostenuti con 19 vittorie, di cui ben 14 prima del limite, 3 persi e un no contest, Briscoe affronta l'ex campione del mondo dei pesi welter Luis Manuel Rodríguez. E' sconfitto ai punti.
Il 6 maggio 1967, sul ring ostile del Luna Park di Buenos Aires costringe al pari Carlos Monzón con un verdetto molto addomesticato in favore dell'idolo locale. È l'unico tra i grandi pugili ad essere sceso una volta indenne dal ring dopo aver incrociato i guantoni con il futuro dominatore dei pesi medi. Perde nuovamente ai punti da Luis Rodríguez e dal francese Yoland Lévèque, per squalifica.
Successivamente sostiene un doppio confronto con il futuro Campione del Mondo dei pesi mediomassimi, il venezuelano Vicente Rondón da cui esce con una vittoria e una sconfitta. Il 22 marzo 1971 sconfigge per knock-out tecnico alla sesta ripresa Tom Bethea già sfidante al titolo mondiale dei medi allora in possesso di Nino Benvenuti, che in precedenza aveva anche sconfitto.
Questi risultati lo fanno designare come sfidante al titolo mondiale dei pesi medi, di cui si era impossessato Monzón a spese di Benvenuti. L'incontro si combatte nuovamente al Luna Park di Buenos Aires l'11 novembre 1972. Dopo aver perso gran parte delle riprese iniziali, a 1:50 del 9º round, un terribile pugno di Briscoe sbatte il Campione del Mondo alle corde che lo salvano dall'atterramento. A Monzón non rimane altro da fare che “legare” lo sfidante per guadagnare tempo, riuscendo a impedire a Briscoe di capitalizzare la sua azione. Alla fine il verdetto ai punti della giuria, composta tutta di argentini, è enormemente favorevole al detentore che vince con un margine compreso tra i sei e gli undici punti.
Dopo questo incontro Briscoe conquista la cintura di Campione nordamericano (NABF) battendo Art Hernandez, già avversario di Mazzinghi e Benvenuti, per Kot alla terza ripresa. Difende una volta il titolo e poi lo perde a Numea, in Nuova Caledonia, ai punti in dodici riprese, dall'astro nascente Rodrigo Valdéz. Il 25 febbraio 1974, a Parigi, mette KO al quinto round un altro aspirante al titolo mondiale, l'australiano Tony Mundine.
Nel frattempo la WBC dichiara decaduto Monzón dal titolo mondiale non avendo messo in palio la cintura prima della scadenza di sei mesi, come da regolamento. È quindi allestito un incontro mondiale valido per il titolo riconosciuto dalla sola WBC tra Bennie Briscoe e il colombiano Rodrigo Valdéz, il 25 maggio 1974, allo Stadio Louis II di Monte Carlo. Al settimo round Briscoe è in vantaggio di un margine compreso tra i due e i cinque punti quando viene messo al tappeto da un micidiale destro del colombiano, doppiato da un sinistro. Lo statunitense si rialza ma è groggy. Rodrigo Valdéz si aggiudica quindi la vittoria per Kot e conquista la cintura mondiale
. È l'unica sconfitta prima del limite, a seguito di atterramento, che Briscoe subisce in carriera. Nel 1996, la rivista Ring Magazine ha incluso questo match al 90º posto nella lista dei 100 più grandi combattimenti di tutti i tempi.
Dopo di ciò combatte un doppio confronto con il due volte ex-campione del mondo dei pesi welter e dei medi Emile Griffith, più anziano di cinque anni. Ottiene un pari e una sconfitta ai punti.
Ritiratosi Monzón che nel frattempo aveva sconfitto Valdéz e riunificato il titolo mondiale dei medi, è allestito un combattimento per l'assegnazione del titolo vacante WBA-WBC tra l'ormai trentaquattrenne Bennie Briscoe e lo stesso Valdéz. Il 5 novembre 1977, a Campione d'Italia, Briscoe cede nuovamente ai punti al colombiano, con verdetto unanime (144-146, 143-148, 142-149)
.
"Bad" Bennie combatte ancora sino a quasi quarant'anni d'età. Tra i più forti pugili da lui affrontati a fine carriera si ricordano i futuri campioni del Mondo Vito Antuofermo e Marvin Hagler da cui subisce due onorevoli sconfitte ai punti.
Si ritira nel 1982 dopo una ventennale carriera con un record di 66 vittorie (di cui ben 53 prima del limite), 24 sconfitte, 5 pari e un no contest.

## Caratteristiche tecniche
Briscoe era noto per la sua forza, il suo pugno potente e suoi colpi al corpo. Il giornalista specializzato Cus D'Amato ha ritenuto Briscoe molto superiore alla maggior parte dei suoi più blasonati avversari, in particolare per la sua determinazione, la postura intimidatoria, il costante movimento in avanti, l'aggressività, la mascella di ferro e la capacità di assorbire i pugni, dando l'impressione di una forza irresistibile a molti dei suoi avversari. La rivista Ring Magazine lo ha classificato al 34º posto in un proprio elenco dei primi 100 picchiatori di ogni epoca.

## Riferimenti nella cultura di massa
- Per il suo inarrestabile stile, Briscoe era conosciuto all'estero anche con il soprannome di Black Robot. Questo il motivo per cui il fumettista francese Dero lo ha disegnato in una vignetta come un robot con dei martelli al posto dei guantoni[11].
- Briscoe combatteva con la Stella di David sui calzoncini in omaggio ai suoi manager ebrei, Jimmy Iselin prima e Arnold M. Weiss, dopo[3].